# Абд аль-Малік Лісабонський
Абд аль-Малік (араб. عبد الملك, ʿAbd al-Malik; ? — ?) — бадахоський принц, правитель Лісабонської тайфи (1022—1034). Син Сабура, засновника і правителя Бадахоської тайфи. Брат Абда аль-Азіза. Згідно із батьковим заповітом мусив зайняти бадахоський престол досягнувши повноліття. Після смерті Сабура перебував під опікою регента Абдаллаха. Відсторонений від влади регентом. Разом із братом втік до Лісабона, де деякий час очолював Лісабонську тайфу. По смерті брата (1030) недбало ставився до управління. Став непопулярним серед лісабонців, які надіслали таємне посольство до Абдаллаха, просячи звільнити місто від Абд аль-Маліка. Після здобуття Лісабона синами Абдаллаха відпущений свободу. Решту життя провів у вигнанні в Кордові, у садибі свого батька, під протекторатом Абу аль-Хазма.

## Імена
- Абд аль-Малік / Абдул-Малік (араб. عبد الملك, ʿAbd al-Malik) — коротке ім'я.
- Абд аль-Малік ібн Сабур / Абдул-Малік, син Сабура (араб. عبد المالك بن صابر., ʿAbd al-Malik b. Sābūr)

### Довідники
- García Sanjuán, Alejandro. 'Abd Allah b. Muhammad b. Maslama b. al-Aftas [Архівовано 23 липня 2020 у Wayback Machine.] // Diccionario Biográfico Español... Madrid: Real Academia de la Historia, 2009. Vol. 1.
- Maíllo Salgado, Felipe. Sabur al-Saqlabi [Архівовано 23 березня 2021 у Wayback Machine.] // Diccionario Biográfico Español... Madrid: Real Academia de la Historia, 2013. Vol. 44.